# GOLDEN☆BEST 柴田恭兵 KYOHEI EYED SOUL
『GOLDEN☆BEST 柴田恭兵 KYOHEI EYED SOUL』（ゴールデン☆ベスト しばたきょうへい きょうへいあいどそうる）は、柴田恭兵のベスト・アルバム。2004年10月20日発売。発売元はフォーライフミュージックエンタテイメント。

## 解説
各レコード会社から発売されている "ゴールデン☆ベスト" シリーズの中の1枚。俳優・柴田恭兵の廉価版ベスト・アルバム。
フォーライフ時代のシングル及びアルバムからの抜粋曲で構成されている。

## 収録曲
1. RUNNING SHOT
  - 作詞:吉松隆・門間裕　作曲・編曲:吉松隆
    - テレビドラマ『あぶない刑事』挿入歌
2. WAR
  - 作詞:さがらよしあき　作曲:深町栄　編曲:松本健
    - テレビドラマ『あぶない刑事』挿入歌
3. MISS YOU
  - 作詞:安井かずみ　作曲:加藤和彦　編曲:瀬尾一三
4. FUGITIVE
  - 作詞:谷穂ちろる　作曲:羽田一郎　編曲:瀬尾一三
    - テレビドラマ『あぶない刑事』挿入歌
5. DON'T WORRY
  - 作詞:園部和範　作曲:タケカワユキヒデ　編曲:瀬尾一三
6. TRUTH
  - 作詞:庄司明弘　作曲:多々納好夫　編曲:杉山卓夫
7. ヘイ!ブラザー（Instrumental）
  - 作曲:深町栄　編曲:杉山卓夫
    - テレビドラマ『勝手にしやがれヘイ!ブラザー』オープニングテーマ
8. 横浜DAYBREAK
  - 作詞:山川啓介　作曲:川上明彦　編曲:佐藤準
    - テレビドラマ『勝手にしやがれヘイ!ブラザー』主題歌
9. AGAIN
  - 作詞:山川啓介　作曲:深町栄　編曲:瀬尾一三
    - 映画『べっぴんの町』主題歌
10. BREAK OUT
  - 作詞:大津あきら　作曲:多々納好夫　編曲: 杉山卓夫
    - テレビドラマ『パパ！かっこつかないゼ』主題歌
11. CINDERELLA LIBERTY
  - 作詞:田久保真見　作曲・コーラス編曲:百石元　編曲:鷺巣詩郎
12. 一枚の写真
  - 作詞:HIROKO　作曲:吉松隆　編曲:小林信吾
13. SHAKE YOU TO BITS
  - 作詞:園部和範　作曲:タケカワユキヒデ
  - 編曲:瀬尾一三　ブラス・アレンジ:中村哲
14. いつか雨に撃たれて
  - 作詞:松井五郎　作曲:羽田一郎　編曲:杉山卓夫
15. そしてこの夜に
  - 作詞:さがらよしあき　作曲:瀬尾一三　編曲:中村哲
16. RETURN
  - 作詞:田久保真見　作曲:羽田一郎　編曲:小林信吾
17. GET DOWN
  - 作詞:さがらよしあき　作曲:深町栄　編曲:中村哲
    - 映画『またまたあぶない刑事』挿入歌
18. BABY LOVE
  - 作詞:庄司明弘　作曲:羽場仁志　編曲:瀬尾一三